# Agamenón

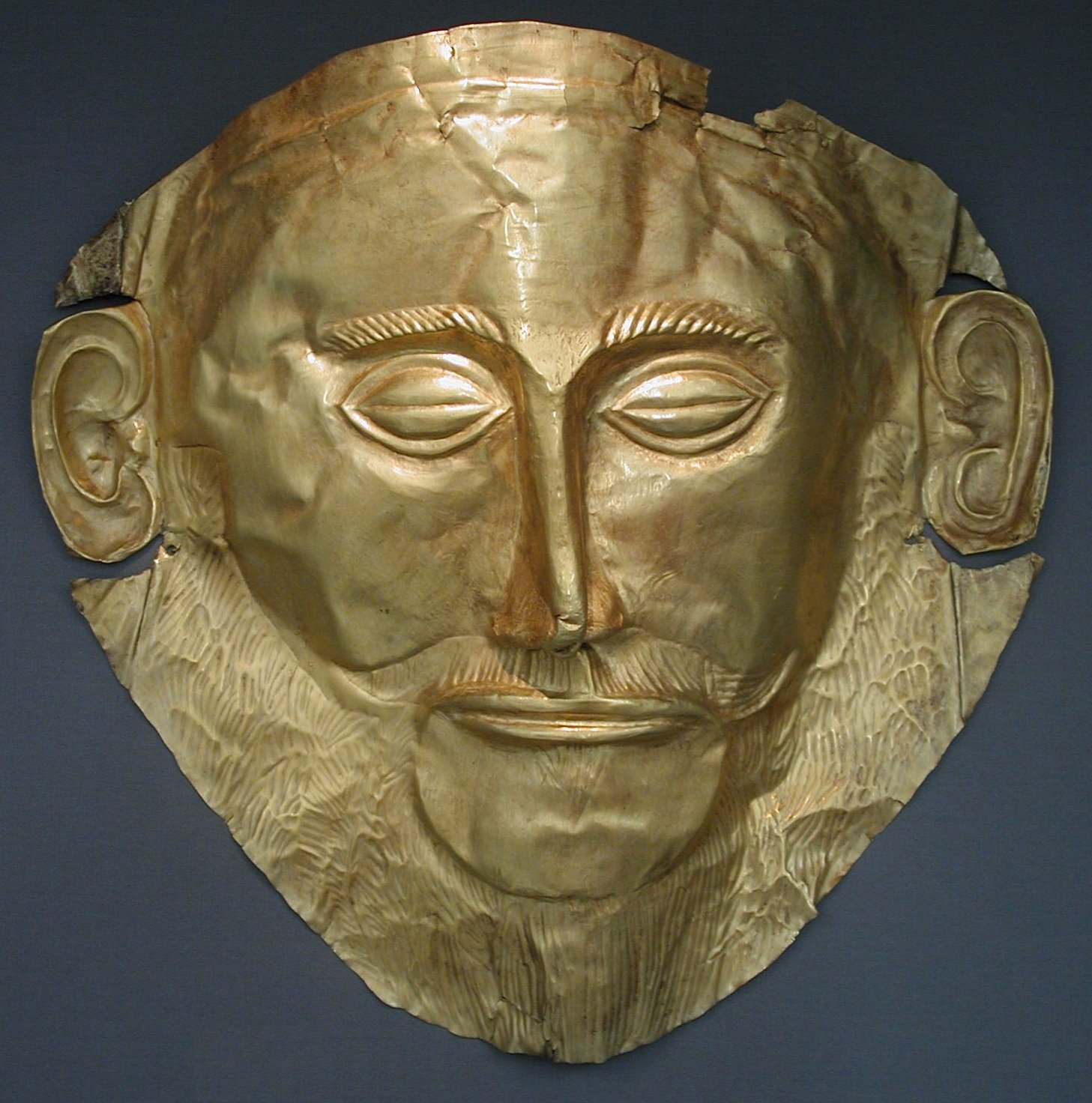
La llamada «Máscara de Agamenón». Descubierta por Heinrich Schliemann en 1876 en Micenas. Se desconoce a quién representa.

Agamenón (en griego antiguo, Ἀγαμέμνων Agamémnôn) es uno de los más distinguidos héroes de la mitología griega cuyas aventuras se narran en la Ilíada de Homero. Hijo del rey Atreo de Micenas y de la reina Aérope, fue hermano de Menelao. Dares Frigio dice que era «de cuerpo blanco, corpulento, de miembros robustos, elocuente, prudente, noble y rico».

## Genealogía
En la Ilíada y en otras obras se dice que Agamenón es el hijo del rey Atreo, nieto de Pélope y bisnieto de Tántalo, aunque algunos lo consideran hijo de Plístenes y nieto de Atreo, en cuya casa Menelao y él habrían sido educados tras la muerte de su padre. La madre de Agamenón y esposa de Atreo fue Aérope, hija de Catreo. En la versión en la que Plístenes es el su padre se dice que la consorte de este y madre de Agamenón se llama Eeropea, Erífile o bien Cleola, hija de Diante. Además de Menelao, Agamenón tenía una hermana llamada Anaxibia, Cindrágora o Astíoque.

## Juventud
Agamenón y Menelao fueron criados junto con Egisto, el hijo de Tiestes, en la casa de Atreo. Cuando se hicieron adultos Atreo envió a Agamenón y Menelao a buscar a Tiestes. Lo hallaron en Delfos y le llevaron ante Atreo, quien lo arrojó a una mazmorra. Acto seguido se ordenó a Egisto que le matase, pero este, reconociendo a su padre, se abstuvo de tan cruel acto, mató a Atreo y, tras haber expulsado a Agamenón y Menelao, ocupó junto con su padre el trono de Micenas. Tzetzes dice que la nodriza condujo a Agamenón y a Menelao hasta Polifides, señor de Sición, quien a su vez se los envió a Eneo, el etolio; poco después Tindáreo los restituyó a su patria. Éstos expulsaron a Tiestes, refugiado en el altar de Hera, tras hacerle  jurar que se iría a vivir a Citeria. Se convirtieron en yernos de Tindáreo casándose con sus hijas. Agamenón reinó en Micenas y se casó con Clitemnestra, hija de Tindáreo, después de matar a su primer marido Tántalo, hijo de Tiestes, junto con su niño. Clitemnestra, sometida, alumbró un hijo, Orestes, criado con toda la opulencia, y también tres hijas, Crisótemis, Laódice e Ifianasa; estas dos últimas conocidas como Electra e Ifigenia, respectivamente, en los textos trágicos.
La forma en la que Agamenón volvió al reino de Micenas difiere según las fuentes. En la obra de Homero parece que sucediese pacíficamente a Tiestes, pero según otros lo expulsó y usurpó el trono. Tras convertirse en rey de Micenas, conquistó Sición asumiendo su reinado y se convirtió en el príncipe más poderoso de Grecia. En la parte de la Ilíada conocida como Catálogo de las naves, se expone una relación de los dominios de Agamenón. Cuando Homero atribuye a Agamenón la soberanía de todo Argos, se refiere al Peloponeso o a su mayor parte, pues la ciudad de Argos era gobernada por Diomedes. Estrabón también señala que el nombre de Argos era usado a veces por los poetas trágicos como sinónimo de Micenas.

## La Guerra de Troya
Cuando Paris, hijo de Príamo, se llevó a Helena, todos los caudillos aqueos fueron convocados para organizar un ataque contra Troya. Los jefes se reunieron en el palacio de Diomedes en Argos, donde Agamenón fue elegido comandante en jefe, bien como consecuencia de su mayor poder, o bien porque se ganó el favor de la asamblea mediante ricos presentes.
Tras siete años de preparativos, el ejército y la flota Aquea se reunieron en el puerto de Áulide en Beocia. Agamenón había consultado previamente a su lacayo sobre el asunto y la respuesta dada fue que la guerra se desataría en el momento en el que los más distinguidos entre los griegos (Aquiles y Odiseo) riñesen. Una profecía parecida provino de un acontecimiento maravilloso que ocurrió mientras los griegos estaban reunidos en Áulide: cuando se ofrecía un sacrificio bajo las ramas de un árbol, un dragón salió reptando de debajo y devoró un nido del árbol conteniendo ocho polluelos y su madre. Calcante interpretó la señal como indicativa de que los griegos debían partir a luchar contra Troya durante nueve años, pero al décimo la ciudad caería. Esquilo relata un milagro diferente presagiando lo mismo. Otro suceso interesante ocurrió mientras los griegos estaban reunidos en Áulide: se dice que Agamenón mató un ciervo que estaba consagrado a Artemisa, y además provocó con palabras irreverentes la cólera de la diosa, por lo que esta envió una peste al ejército griego y produjo una calma absoluta, de forma que los griegos no podían abandonar el puerto por falta de viento. Cuando afirmaron los videntes que la ira de la diosa no podría ser aplacada a menos que Ifigenia, la hija de Agamenón, le fuese ofrecida como sacrificio compensatorio, Diomedes y Odiseo fueron enviados a buscarla al campamento con el pretexto de que debía desposar a Aquiles. Ella accedió a acompañarlos, pero en el momento en que iba a ser sacrificada fue llevada por la propia Artemisa (según otras fuentes, por Aquiles) a Táuride, y otra víctima ocupó su lugar. Tras esto cesó la calma y el ejército partió hacia la costa de Troya. Agamenón tenía un centenar de barcos, además de los sesenta que había prestado a los arcadios.
En el décimo año del sitio de Troya — que es en el que comienza la narración Ilíada — Agamenón tiene con Aquiles una disputa por la posesión de Briseida, que hubo de ceder el segundo al primero. Aquiles se retira del campo de batalla, y los griegos son víctimas de varios desastres. Zeus envía un sueño a Agamenón para persuadirle de que acaudille a los griegos en la batalla contra los troyanos. El rey, para poner a prueba a los griegos, les manda volver a casa, lo que se disponen a cumplir de buena gana, hasta que su coraje es reavivado por Odiseo, que los persuade de que se prepararen para la batalla. A un combate individual entre Paris y Menelao siguió una batalla en la que Agamenón mató a varios de los troyanos. Cuando Héctor desafió al más bravo de los griegos, Agamenón se ofreció a luchar contra él, pero Áyax fue elegido en su lugar por sorteo. Poco después de esto tuvo lugar otra batalla en la que los griegos fueron derrotados y Agamenón, abatido, les aconsejó emprender la huida y regresar a casa, pero los demás héroes se opusieron. Un intento de reconciliación con Aquiles fracasó, y Agamenón convocó a los jefes por la noche para deliberar sobre las medidas a adoptar. Odiseo y Diomedes fueron enviados como espías, y al día siguiente se retomó la contienda con los troyanos. El propio Agamenón volvió a ser uno de los más bravos y mató a muchos enemigos con sus propias manos. Al final, sin embargo, fue herido por Coón y obligado a retirarse a su tienda. Héctor avanzó entonces victoriosamente, y Agamenón aconsejó de nuevo a los griegos que se salvasen huyendo. Pero Odiseo y Diomedes se resistieron otra vez, y el segundo lo convenció de que se volviera a la batalla que se libraba cerca de los barcos. Poseidón también se apareció a Agamenón con la forma de un anciano y le inspiró nuevo coraje. El apremiante peligro de los griegos indujo al fin a Patroclo, el amigo de Aquiles, a tomar parte enérgicamente en la batalla, y su muerte provocó que este volviese a la acción, llevando a su reconciliación con Agamenón. En los juegos en honor de Patroclo, Agamenón se llevó el primer premio en la suerte consistente en arrojar la lanza.
Agamenón, a pesar de ser el comandante en jefe de los griegos, no es el héroe de la Ilíada, y en espíritu caballeroso, bravura y carácter es en conjunto inferior a Aquiles. Pero a pesar de ello está por encima de todos los griegos por su dignidad, poder y majestad, y sus ojos y su cabeza son como los de Zeus, su faja como la de Ares y su pecho como el de Poseidón. Agamenón es entre los héroes griegos lo que Zeus entre los dioses del Olimpo. Esta idea parece haber guiado a los artistas griegos, pues en varias representaciones de Agamenón aún conservadas hay una reseñable parecido con las representaciones de Zeus. En la Ilíada, el emblema de su poder y su majestad es un cetro, obra de Hefesto, que Zeus había dado a Hermes y este a Pélope, y de él lo heredaría Atreo y de este Agamenón. Su armadura se describe en la Ilíada.

## Regreso a Grecia

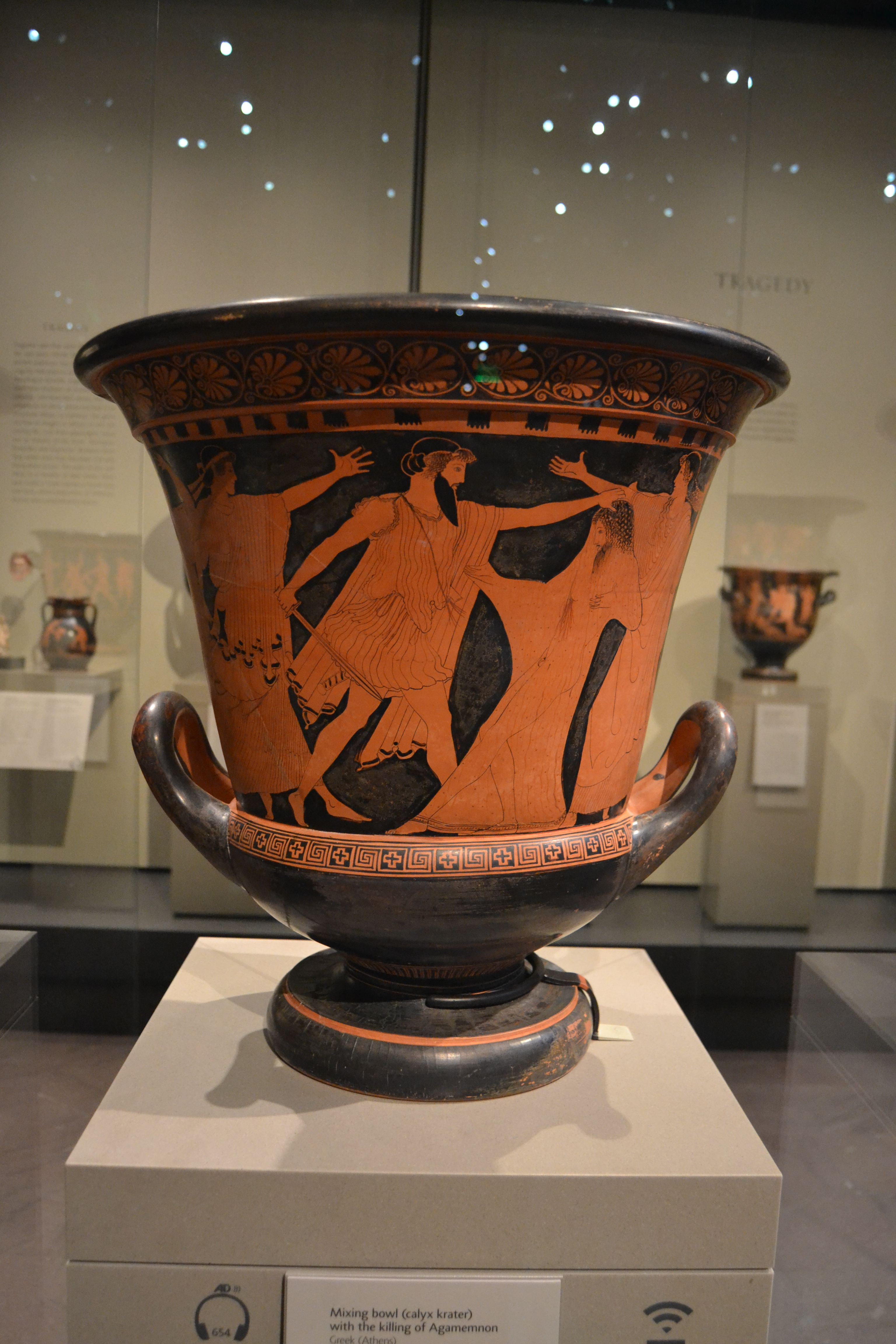
Crátera de cáliz de figuras rojas atribuida al pintor de la Dokimasia (siglo V a. C.) donde se representa la muerte de Agamenón. En esta pintura es Egisto quien asesta el golpe mortal a Agamenón. Este está cubierto con una túnica. A la izquierda, con el brazo alzado, se encuentra Clitemnestra. La escena incluye también otras figuras femeninas, que son probablemente Electra, Casandra y Crisótemis. Boston, Museo de Bellas Artes.

Tras la captura de Troya, Agamenón recibió como parte del botín a Casandra, hija de Príamo y profetisa condenada, con quien, según una tradición recogida por Pausanias, tuvo dos hijos: Teledamo y Pélope (llamado este último como su bisabuelo).
Durante su regreso a casa, Agamenón fue desviado dos veces por las tormentas, pero al fin tomó tierra en la Argólida, que regía entonces Egisto, quien había seducido a Clitemnestra durante la ausencia del marido. Al llegar este, Egisto lo invitó a un banquete, y en su transcurso lo mató a traición a él y a sus compañeros, y en la misma ocasión Clitemnestra mató a Casandra. Odiseo se encontró con la sombra de Agamenón en el inframundo. Menelao erigió un monumento en honor de su hermano en el río Egipto. Pausanias afirma que en su época existía aún un monumento a Agamenón en Micenas.
Los poetas trágicos han modificado ampliamente la historia de la muerte de Agamenón. Esquilo hacía que Clitemnestra sola matase a Agamenón: le arrojaba una red mientras él tomaba un baño y lo mataba después mediante tres golpes. Sus motivos eran en parte el sacrificio que había realizado Agamenón de la hija de ambos, Ifigenia, y en parte la vida adúltera de la reina con Egisto. Según cuenta Tzetzes, Egisto mató a Agamenón con la ayuda de Clitemnestra. Eurípides cuenta que Clitemnestra envolvió con una red a Agamenón para matarlo, y tanto Sófocles como él presentan el sacrificio de Ifigenia como la razón por la que lo mató. Tras la muerte de Agamenón y Casandra, sobre su tumba fueron muertos también sus hijos por Egisto. Según cuenta Píndaro, la occisión de Agamenón tuvo lugar en Amiclas, en Laconia, y Pausanias relata que los habitantes de este lugar se disputaban con los de Micenas la posesión de la tumba de Casandra.

## Otras historias
Ateneo cuenta la historia de Argino, un erómeno de Agamenón: 

Agamenón amó a Argino, cuenta la historia, tras haberle visto nadando en el río Cefiso, en el que de hecho perdió su vida (pues se bañaba constantemente en este río), y Agamenón le enterró y fundó allí un templo de Afrodita Arginis.

 Este episodio también fue recogido por Clemente de Alejandría y Estéfano de Bizancio con leves variaciones.
Varios poetas latinos mencionan a un hijo bastardo de Agamenón, llamado Haleso, a quien se atribuye la fundación de la ciudad de Falisci o Alesia. Haleso fue el boyero de Agamenón durante la Guerra de Troya, y luchó más tarde con Eneas en Italia.

## Descendencia
Con Clitemnestra:
- Crisótemis
- Ifianasa —más conocida como Ifigenia—
- Laódice —más conocida como Electra—
- Orestes

Con Casandra:
- Teledamo — gemelo de Pélope, murió siendo niño a manos de Egisto.
- Pélope — gemelo de Teledamo, murió siendo niño a manos de Egisto.

Con Criseida:
- Crises — según Higino, se unió a Orestes y Pílades en el asedio contra los tauros.[72]

Con consorte desconocida:
- Haleso — sólo en autores latinos, fue un hijo bastardo de Agamenón que fundó la ciudad de Falerii, en Etruria.[69][70]

## Representaciones
- En épocas posteriores se erigieron estatuas de Agamenón en varios lugares de Grecia, y fue adorado como un héroe en Amiclas y Olimpia. Fue representado en el pedestal de la célebre Némesis Ramnusia.[73]
- La lucha de Agamenón contra Coón fue representada en el cofre de Cípselo.[74]
- El pintor Polignoto dejó una representación de Agamenón en el lesque[75] de Delfos.[76]
- El pintor Timantes de Sición deja una representación de Agamenón con velo o manto para esconder su tristeza ante el sacrificio de su hija Ifigenia y de este evento hay numerosas pinturas y alusiones en el  arte y la literatura.
- La llamada Máscara de Agamenón no se corresponde con el personaje: los arqueólogos consideran que la máscara es tres siglos anterior al rey, pero el descubridor del objeto lo llamó así, y todavía hoy en día se conoce con ese nombre.
- Agamenón aparece en una de las simulaciones de Assassin's Creed: Odyssey. La versión del juego parece ser adorado por el Culto de Kosmos.[77]
  - Agamenón aparece como un personaje en el videojuego Age of Mythology, en el cual ofrece su ayuda a Arkantos en la Guerra de Troya

## Otros usos
1. «Agamenón» es un epíteto de Zeus con el que era adorado ese dios en Esparta.[78] Eustacio afirma que se dio ese nombre al dios por su parecido con Agamenón.[79] Otros creen que es un simple epíteto que significa ‘Eterno’ (de ἀγὰν y μένων).
2. Agamenón también es el nombre de otro personaje en la mitología griega. Dícese que es el padre de Hermódice o Demódice, la esposa de Midas. Este Agamenón es descrito como habitante de Cime, en la Eólida.[80]

| Predecesor: Atreo | Reyes de Micenas | Sucesor: Egisto |